# Houston Hurricane
O Houston Hurricane foi um time de futebol de Houston que jogava na NASL .  Eles jogaram entre 1978 e 1980. Seu campo era o Astrodome . Suas cores eram laranja, branco e vermelho. 

## História
A equipe foi a última das seis equipes de expansão concedidas para a temporada de 1978 e teve cerca de três meses para contratar jogadores e vender ingressos. Embora o treinador, Timo Liekoski, assistente do Dallas Tornado, fosse capaz, montar uma equipe competitiva em tão pouco tempo seria assustador. De qualquer forma, o Hurricane ficou em último lugar em sua primeira temporada, com dez vitórias em trinta partidas (não houve empates na NASL) e obteve uma média de público muito baixa comparada as outras equipes, apenas 5.806, tendo o Chicago Sting e o San Diego Sockers empatando entre os piores da liga. 
Na temporada de 1979, o Hurricane produziu o segundo melhor registro da liga, vencendo a divisão com 22 vitórias em trinta partidas. Timo Liekoski recebeu o prêmio de Treinador do Ano.  Mas o Hurricane não conseguiu replicar esses resultados nos playoffs, perdendo para o Philadelphia Fury em duas seguidas. A participação média foi melhor em 6.211, mas ainda era a penúltima na liga - a pior delas era a Filadélfia. Kyle Rote Jr. ingressou no Hurricane naquela temporada, mas deixou o time após a temporada em uma missão de socorro ao Camboja e depois se aposentou do futebol. 
O Hurricane não se saiu tão bem no que acabou sendo sua temporada final, ficando em segundo na divisão e novamente perdendo nos playoffs contra os Edmonton Drillers . Eles venceram quatorze e perderam dezoito no cronograma ampliado, e a assistência caiu para 5.818 por partida, com apenas o Atlanta Chiefs e, novamente, a Filadélfia sendo as únicas equipes com piores portões. Os donos do Hurricane, com sede em Denver, já tinham o suficiente, e a equipe desistiu no final de 1980. 